# بمب‌گذاری ۱۹۹۲ کاپاچی
بمب‌گذاری ۱۹۹۲ کاپاچی یک حمله تروریستی بود که توسط مافیای ایتالیا در تاریخ ۲۳ مه ۱۹۹۲ در شهر کاپاچی واقع در جزیره سیسیل ایتالیا رخ داد. به دنبال این حمله تروریستی، قاضی جیووانی فالکونه و خانواده اش و چند تن از افسران پلیس به قتل رسیدند.
سالواتوره کانچمی، که بعدها به همکاری با مقامات قضایی روی آورد، توصیف کرد که چگونه مافیا پس از بمب‌گذاری کاپاچی جشن گرفت؛ توتو رینا دستور داد شامپاین بیاورند و آنها به این موفقیت نثار کردند. سنتینو دی ماتئو، که او نیز بعدها به یک همکار عدالت تبدیل شد، جزئیات کامل ترور را فاش کرد: اینکه چه کسانی تونلی زیر اتوبان حفر کردند، چه کسانی ۱۳ بشکه را با مواد منفجره TNT و سمتکس پر کردند، چه کسانی آنها را با استفاده از اسکیت‌برد به محل منتقل کردند و چه کسی دکمه کنترل از راه دور را برای انفجار بمب فشار داد.

## آماده‌سازی ترور
یادمان قربانیان حادثه کاپاچی
تصمیم به قتل فالکونه در جلسات کمیسیون مافیای سیسیل بین سپتامبر تا دسامبر ۱۹۹۱ گرفته شد و توسط سالواتوره رینا (رئیس مافیا) سازماندهی گردید. در این جلسات اهداف دیگری نیز شناسایی شدند. پس از تایید حکم دیوان عالی کشور در مورد محکومیت‌های دادگاه ماکسی (۳۰ ژانویه ۱۹۹۲)، مافیای سیسیل حملات به شخصیت‌های سیاسی را آغاز کرد.  
در آوریل و مه ۱۹۹۲، سالواتوره بیوندینو، رافائل گانچی و سالواتوره کانچمی بررسی‌هایی در بزرگراه A29 در منطقه کاپاچی انجام دادند تا مکان مناسبی برای حمله پیدا کنند. در همین دوره، جلسات سازماندهی در نزدیکی آلتوفونته با حضور جووانی بروسکا، آنتونیو جیوئه، جوآکینو لا باربرا، پیترو رامپولا، سنتینو دی ماتئو و لئولوئکا باگارلا برگزار شد. در این جلسات حدود ۲۰۰ کیلوگرم مواد منفجره معدنی توسط جوزپه آگریجنتو (گانگستر سان چیپیرلو) تهیه شد.  
مواد منفجره سپس به خانه آنتونیو ترویا (از اعضای خانواده مافیای کاپاچی) منتقل شدند. در جلسه دیگری با حضور رافائل گانچی، سالواتوره کانچمی، جووان باتیستا فرانته، جووانی باتیستاگلیا، سالواتوره بیوندینو و سالواتوره بیوندو، انتقال بخش دیگری از مواد منفجره (TNT و RDX) توسط بیوندینو و جوزپه گراویانو (رئیس خانواده مافیای برانکاچیو) انجام شد.  
بر اساس گفته‌های مائوریتزیو آوولا (منبع سابق مافیا که هم‌اکنون در زندان است)، جان گوتی (رئیس خانواده گامبینو مافیای نیویورک) یک متخصص مواد منفجره را برای آموزش اعضای کلان کورلئونزی مافیا فرستاد.  
بروسکا، لا باربرا، دی ماتئو، فرانته، ترویا، بیوندینو و رامپولا به طور مکرر دستگاه‌های الکتریکی تهیه شده توسط رامپولا را آزمایش کردند. آن‌ها همچنین یک دستگاه الکتریکی را در محل توافق شده روی بزرگراه آزمایش کردند و شاخه‌های درختانی که دید بزرگراه را مسدود می‌کردند، قطع نمودند.  
در عصر روز ۸ مه، بروسکا، باربرا، جیوئه، ترویا و رامپولا ۱۳ بشکه حاوی حدود ۴۰۰ کیلوگرم مواد منفجره را روی اسکیت‌بوردی قرار دادند که در تونل زه‌کشی زیر بزرگراه گذاشته شده بود. در اواسط ماه مه، رافائل گانچی به همراه پسرانش دومنیکو و کالوژرو و برادرزاده‌اش آنتونیو گالیانو، مسئولیت رصد حرکات خودروهای فیات کرومای حامل فالکونه و همراهانش را در مسیر بازگشت از رم به پالرمو بر عهده گرفتند.

## عملیات بمبگذاری
در روز ۲۳ مه، دومنیکو گانچی ابتدا از فرانته و لا باربرا شنید که یک فیات کرما برای انتقال فالکونه حرکت کرده است. فرانته و بیوندو که در نزدیکی فرودگاه پونتا رایسی مستقر بودند، بعداً خودروهای حامل فالکونه را دیدند و به لا باربرا هشدار دادند که فالکونه رسیده است.  
لا باربرا در جادهای موازی با بزرگراه A29 به تعقیب کاروان فالکونه پرداخت و به مدت ۳ تا ۴ دقیقه از طریق تلفن با جیوئه که همراه بروسکا در تپه‌های مشرف به محل انفجار مستقر بود، در تماس باقی ماند. با مشاهده کاروان، بروسکا دستگاه کنترل از راه دور را فعال کرد که باعث انفجار شد.  
- خودرو اول با تمام قدرت انفجار برخورد کرد و از سطح جاده به داخل باغ زیتونی در فاصله چند ده متری پرتاب شد که منجر به کشته شدن فوری مأموران آنتونیو مونتیارو، ویتو شیفانی و روکو دیچیلو شد.  
- خودرو دوم که حامل فالکونه و همسرش بود، با دیواره بتنی و آوار برخورد کرد و فالکونه و همسرش که کمربند ایمنی نبسته بودند، با شدت از شیشه جلو به بیرون پرتاب شده و کشته شدند.  
مراسم تشییع جنازه
هزاران نفر در کلیسای سنت دومینیک برای مراسم تشییع گرد هم آمدند که به صورت زنده از تلویزیون ملی پخش شد. تمام برنامه‌های عادی تلویزیون متوقف شد و پارلمان یک روز عزای عمومی اعلام کرد.  
تداوم ترورها
همکار فالکونه، پائولو بورسلینو، تنها ۵۷ روز بعد در بمبگذاری ویا دآملیو به همراه پنج مأمور پلیس به نام‌های آگوستینو کاتالانو، والتر کوزینا، امانوئلا لوی، وینچنزو لی مولی و کلودیو تراینا کشته شدند.

## تحقیقات و محاکمات
در سال ۱۹۹۳، واحد تحقیقات ضد مافیا (DIA) موفق شد آنتونیو جیوئه، سنتینو دی ماتئو و جوآکینو لا باربرا را ردیابی و دستگیر کند. مکالمات تلفنی این افراد حاوی اشارات صریح به بمبگذاری کاپاچی بود. پس از دستگیری، جیوئه در سلول خود خودکشی کرد، در حالی که دی ماتئو و لا باربرا همکاری با مقامات قضایی را انتخاب کردند و نام سایر عاملان این کشتار را فاش نمودند.  
برای وادار کردن دی ماتئو به بازپس گیری اظهاراتش، جووانی بروسکا، لئولوئکا باگارلا، جوزپه گراویانو و ماتئو مسینا دنارو تصمیم به ربودن پسر او، جوزپه دی ماتئو، گرفتند. این نوجوان پس از ۷۷۹ روز اسارت با وحشیانه‌ترین شکل خفه شد و جسدش در اسید حل گردید. با این وجود، دی ماتئو به همکاری خود با دستگاه قضایی ادامه داد.  
محاکمات:
- در سال ۱۹۹۷، دادگاه کیفری کالتانیستتا در مرحله نخست به حبس ابد برای این افراد رأی داد:    
سالواتوره رینا، پیتر آگلیری، برناردو بروسکا، لئولوئکا باگارلا، رافائل و دومنیکو گانچی، جووانی باتیستاگلیا، سالواتوره بیوندینو، سالواتوره بیوندو، جوزپه کالو، فیلیپ و جوزف گراویانو، میکل آنژ لا باربرا، سالواتوره و جوزپه مونتالتو، ماتئو موتیسی، پیترو رامپولا، برناردو پرووانزانو، بندتو اسپرا، آنتونیو ترویا، بندتو سانتاپائولا و جوزپه مادونیا.  
- برخی از متهمان مانند ماریانو آگاته، جوزپه لوچزه و سالواتوره سبیلیا تبرئه شدند.
- احکام زندان برای سایرین شامل: جووانی بروسکا (۲۶ سال)، سالواتوره کانچمی (۲۱ سال)، جووان باتیستا فرانته (۱۷ سال)، جوآکینو لا باربرا (۱۵ سال و ۲ ماه)، سنتینو دی ماتئو و کالوژرو گانچی (۱۵ سال) بود.  
- در آوریل ۲۰۰۰، دادگاه تجدید نظر کالتانیستتا تمام محکومیت‌ها و تبرئه‌ها را تأیید کرد، اما احکام حبس ابد برای سالواتوره بوشمی، فرانچسکو مادونیا، آنتونیو جوفره، ماریانو آگاته و جوزپه فارینلا نیز صادر شد. 
- در مه ۲۰۰۲، دیوان عالی کشور برخی احکام را لغو کرد. 
- در ژوئیه ۲۰۰۳، بخشی از پرونده‌های بمبگذاری کاپاچی و کشتار ویا دآملیو ادغام شدند.  
- در آوریل ۲۰۰۶، دادگاه تجدید نظر کاتانیا ۱۲ نفر را به اتهام مشارکت در هر دو جنایت محکوم کرد.  
حکم نهایی:
در ۲۰ اکتبر ۲۰۲۰، ماتئو مسینا دنارو به اتهام تحریک به بمبگذاری کاپاچی به حبس ابد محکوم شد. این حکم پس از دستگیری او در ژانویه ۲۰۲۳، در ۱۸ ژوئیه ۲۰۲۳ تأیید گردید.